# Robert Heller
Robert Heller ou Joseph Heller (né William Henry Palmer; 1826-1878) était un prestidigitateur anglais et un musicien. 

## Biographie
Heller débuta sa vie à la Royal Academy of Music, son père étant un pianiste renommé. Robert commença à être fasciné par la magie à l'âge de 14 ans et voulut copier son idole, Jean-Eugène Robert-Houdin. Il quitta l'académie pour devenir magicien en 1858. Dans son effort pour ressembler à Robert-Houdin, il décida de parler avec un accent français et de porter une perruque noire. Ce fut un échec et il dut reprendre la musique. Plus tard, après son mariage, il voulut essayer la prestidigitation à nouveau. Il abandonna les artifices de ses premiers spectacles et ses tournées entre 1869 et 1875 furent un succès aux États-Unis et en Europe. Il cessa les spectacles après cette période. Il mourut de pneumonie le 28 novembre 1878 à Philadelphie.